# Tirésias Simon Sam
Pour les articles homonymes, voir Tirésias (homonymie).
Paul Tirésias Augustin Simon Sam, dit Tirésias Simon Sam, né le 15 mai 1835 à Grande-Rivière-du-Nord et mort le 11 mai 1916 à Port-au-Prince, est un militaire et homme d'État haïtien qui est président à vie d'Haïti du 31 mars 1896 au 12 mai 1902, date de sa déposition à la suite d'un mouvement insurrectionnel.
Arrière-petit-fils de Toussaint Louverture, il effectue une carrière militaire sous les règnes de Faustin Soulouque et de Fabre Geffrard, puis participe à la guerre civile de 1868, au service du dictateur Sylvain Salnave, contre les forces républicaines. Mis en retraite dans les années 1870, il revient sur la scène politique sous Lysius Salomon, et devient secrétaire d'État puis sénateur à vie. En 1889, il soutient le coup d'État du général Florvil Hyppolite, qui s'empare du pouvoir suprême après avoir renversé le président de la République, François Denys Légitime. Actif dans le gouvernement d'Hyppolite, Simon est perçu comme un « héritier » potentiel du régime autocratique, en tant que descendant de Louverture. Le 31 mars 1896, il est proclamé président à vie, quelques jours après le décès de Florvil Hyppolite.
Sous sa présidence, il poursuit la politique de travaux publics de son prédécesseur, notamment en mettant en place une nouvelle structure pour faire tenir la Cour de justice à Port-au-Prince. De nouveaux chemins de fer sont aussi érigés pour relier les grandes villes à la capitale. En ce qui concerne la politique intérieure, l'image d'Haïti souffre de plusieurs crises diplomatiques, dont l'affaire Luders, qui décrédibilise le pouvoir haïtien. En 1900, malgré la défiance envers la  France, le gouvernement de Simon signe un traité avec les Français pour valider le paiement de la dette du pays. En 1902, il signe également un traité avec les États-Unis, afin de réglementer la naturalisation de certains citoyens américains sur le sol haïtien.
Les crises diplomatiques successives et l'écroulement financier de l'État, contribuent à l'affaiblissement du pouvoir de Tirésias Simon, qui ne parvient pas à régler la question financière. De plus, la corruption, à laquelle participe les membres du gouvernement, renforce le camp des républicains, qui réunissent une armée d'opposants pour marcher sur la capitale. Refusant de déclencher une nouvelle guerre civile alors que le pays souffre de la crise économique et financière, Simon renonce à ses pleins pouvoirs le 12 mai 1902, laissant le contrôle du gouvernement aux forces armées de Port-au-Prince. Le lendemain, les républicains prennent le pouvoir et mettent en place un gouvernement provisoire présidé par Boisrond-Canal. Exilé en Jamaïque, il est condamné à mort par contumace sous le règne de Pierre Nord Alexis pour corruption aggravé, et est amnistié en 1908, après le coup d'État de son demi-frère, le général François-Antoine Simon.

## Jeunesse

### Origines familiales

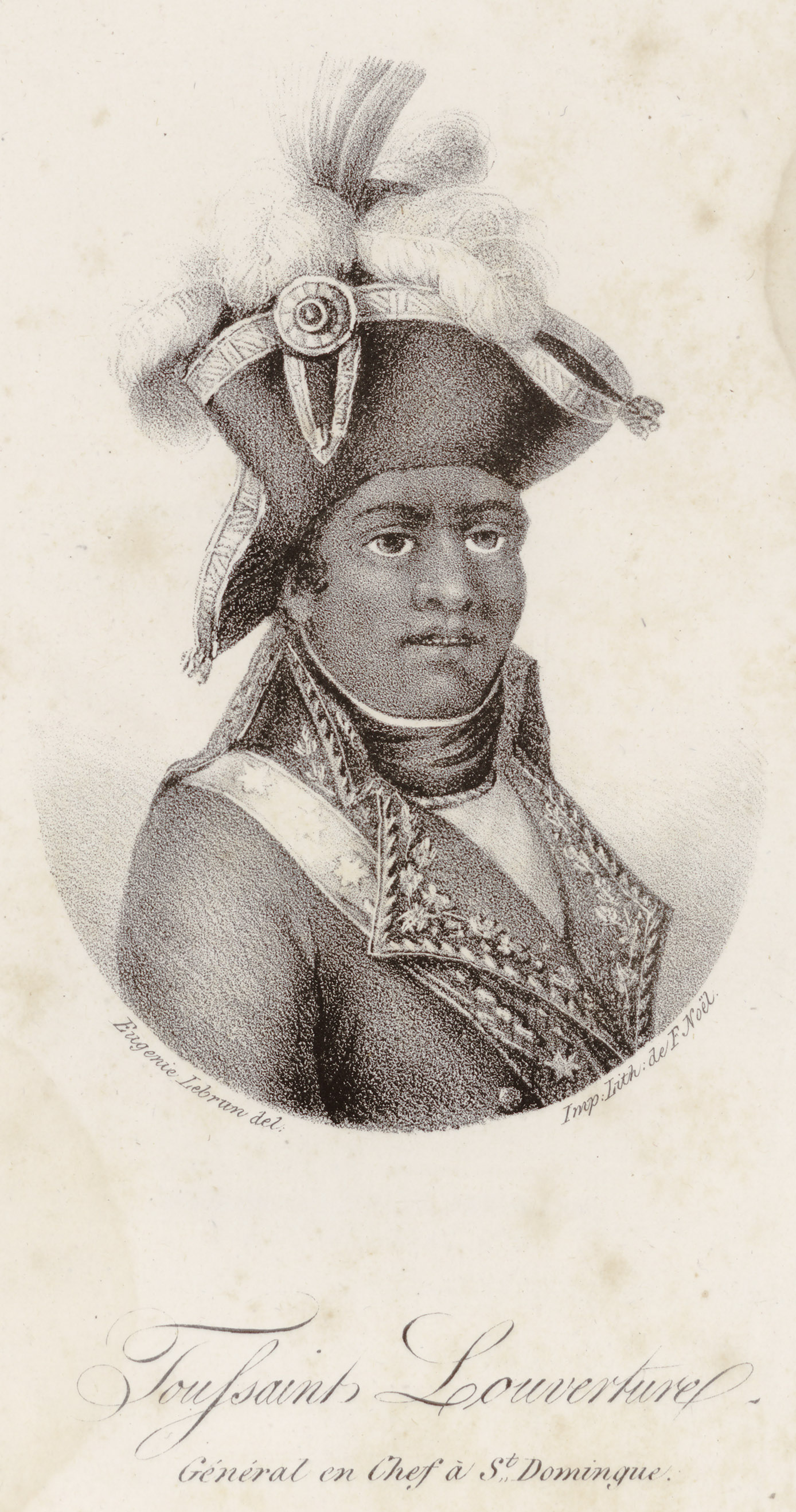
Le gouverneur général Toussaint Louverture, arrière-grand-père de Tirésias Simon.

Fils de Pétion Simon Sam, un soldat ayant servi sous Jean-Pierre Boyer, et de Rose Jean-Pierre, Tirésias Simon est né le 15 mai 1835, dans la commune de Grande-Rivière-du-Nord. Du côté paternel, il est le petit-fils d'un officier du nom de Constant Simon, lui-même neveu de Suzanne Simon Baptiste, et de Marie-Noël Louverture, fille naturelle du chef indépendantiste Toussaint Louverture, principale figure de la Révolution haïtienne entre 1791 et 1802. Issu d'une fratrie de cinq enfants, Tirésias Simon a également plusieurs demi-frères et sœurs, issus du remariage de son père dans les années 1840, dont le futur général et chef d'État François-Antoine Simon.

### Parcours politique et militaire
Après une courte formation scolaire, Simon intègre l'armée et obtient sa première affectation sous le règne de l'empereur Faustin Soulouque. Dans les années 1850, il est envoyé sur le front de l'est lors de la guerre opposant Haïti à la République dominicaine. Blessé à la jambe lors de la bataille d'Azua, il reste partiellement paralysé durant tout le reste de sa vie. Après la fin du conflit et la chute de Soulouque, il est promu au poste de général sous Fabre Geffrard. Après la chute de ce dernier en 1867, il rejoint le camp du dictateur Sylvain Salnave, et combat lors de la guerre civile opposant salnavistes et républicains, entre 1868 et 1870.
Après la défaite de Salnave et la mise en place d'une nouvelle constitution républicaine en 1870, il est arrêté et jugé pour trahison contre la République pour avoir combattu au service du régime de Salnave. Son manque d'ambition et d'expérience politique lui permettent d'être acquitté et de pouvoir rester en Haïti, même si, en contrepartie, il est renvoyé de l'armée.

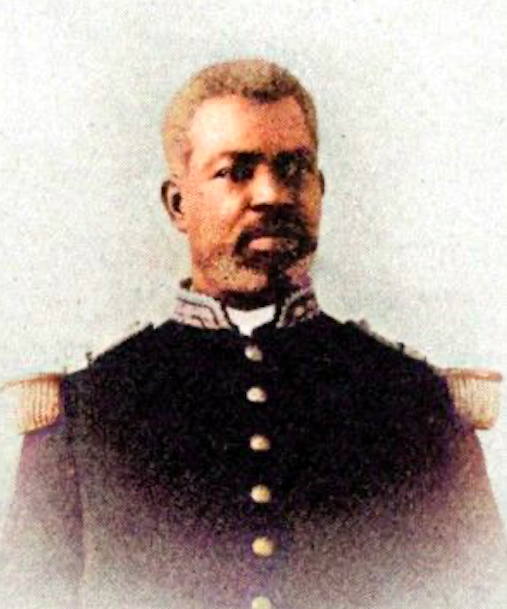
Tirésias Simon dans les années 1880.

Toujours en contact avec des opposants à la République, il épouse en 1873 Constance, la nièce du général Lysius Salomon, ancien ministre et aristocrate du régime de Soulouque. Cette union lui permet de réintégrer l'armée en 1879, après le coup d'État du général Salomon qui prend les pleins pouvoirs et suspend la constitution.
Simon devient alors sénateur à vie puis ministre de la Guerre en 1887. La révolution de 1888 et la chute de Salomon, mettent à nouveau un terme à sa carrière politique et militaire.
Le coup d'État du général Florvil Hyppolite, en août 1889, permet une nouvelle fois au général Tirésias Simon de revenir sur le devant de la scène en tant que membre du nouveau gouvernement.

## Au pouvoir

### La succession de Florvil Hyppolite
Dès son arrivée au pouvoir, Hyppolite avait préparé sa succession, prévoyant que ses fils lui succèdent à la tête de l'État. Une série de décès dans les années 1890 dans la famille Hyppolite ruine les projets de pérennisation de lignée. La succession de Florvil Hyppolite demeure alors incertaine et, après la disparition de tous les héritiers mâles de sa famille, il refuse de nommer un nouveau successeur. Certains de ses ministres et conseillers politiques se tournent déjà vers Cincinnatus Leconte, cousin d'Hyppolite et descendant de Dessalines, tandis que d'autres s'engagent autour du général Nord Alexis, petit-fils du roi Henri Christophe et du dictateur Philippe Guerrier. Dès 1896, un compromis semble déjà prendre forme parmi les différents membres du gouvernement, qui pourraient, afin d'éviter un potentiel conflit entre Leconte et Alexis, se tourner vers le général Tirésias Simon.
Une semaine après la mort de Florvil Hyppolite, survenue le 26 mars 1896, Tirésias Simon est proclamé président à vie par l'armée, le conseil des ministres et les sénateurs.

### Les premières crises

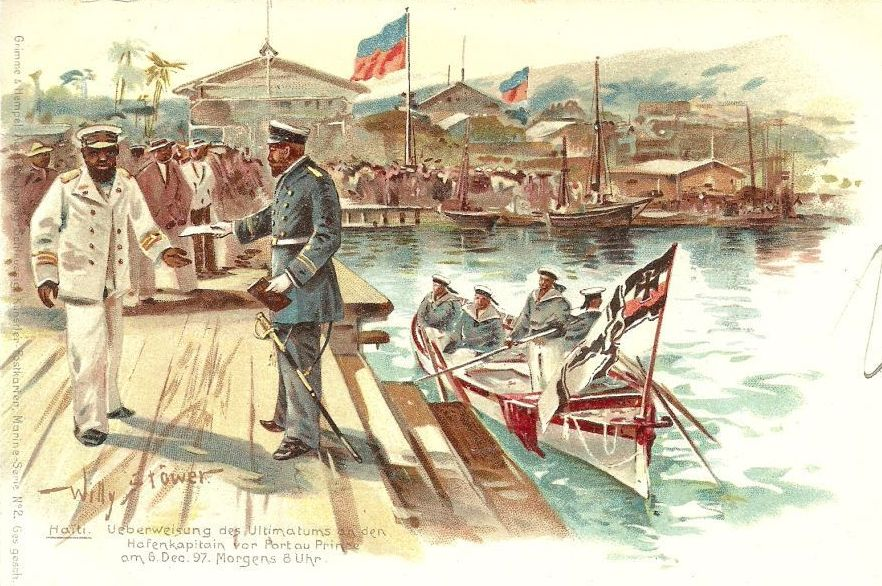
Le commandant Thiele, imposant son ultimatum du 6 décembre 1897.

Le 21 septembre 1897, la police haïtienne recherchait un certain Dorléus Présumé, accusé de vol : elle le trouva, nettoyant une voiture au seuil des Écuries centrales de Port-au-Prince que dirigeait Émile Luders. Dorléus Présumé opposant de la résistance, Luders fut attiré par le bruit. Pour s'être livré à des voies de fait sur un agent, il fut condamné à un mois de prison par le tribunal de police (21 septembre 1897). Le tribunal correctionnel, jugeant ensuite en appel, estima qu'il y avait eu rébellion avec voies de fait, annula la première sentence et condamna les délinquants à un an de prison (14 octobre 1897).
Le 6 décembre 1897, deux avisos de la marine impériale allemande, la Charlotte et le Stein, mouillaient en rade de Port-au-Prince, sans le salut d'usage, et le commandant Thiele notifiait au gouvernement haïtien un ultimatum aux conditions humiliantes dans le fond et la forme : indemnité de vingt mille dollars pour Luders, promesse que Luders pourrait revenir en Haïti, lettre d'excuses au gouvernement de Berlin, salut de vingt-et-un coups de canon au drapeau allemand, et quatre heures pour prendre la décision, sinon ils bombarderaient la ville. Cette crise diplomatique engendra une crise financière.
Le gouvernement céda. On hissa le drapeau blanc au mât du palais présidentiel. Cette capitulation porta un coup mortel au prestige du président Sam. Cette crise diplomatique engendra une crise financière.

### Désastre financier et économique

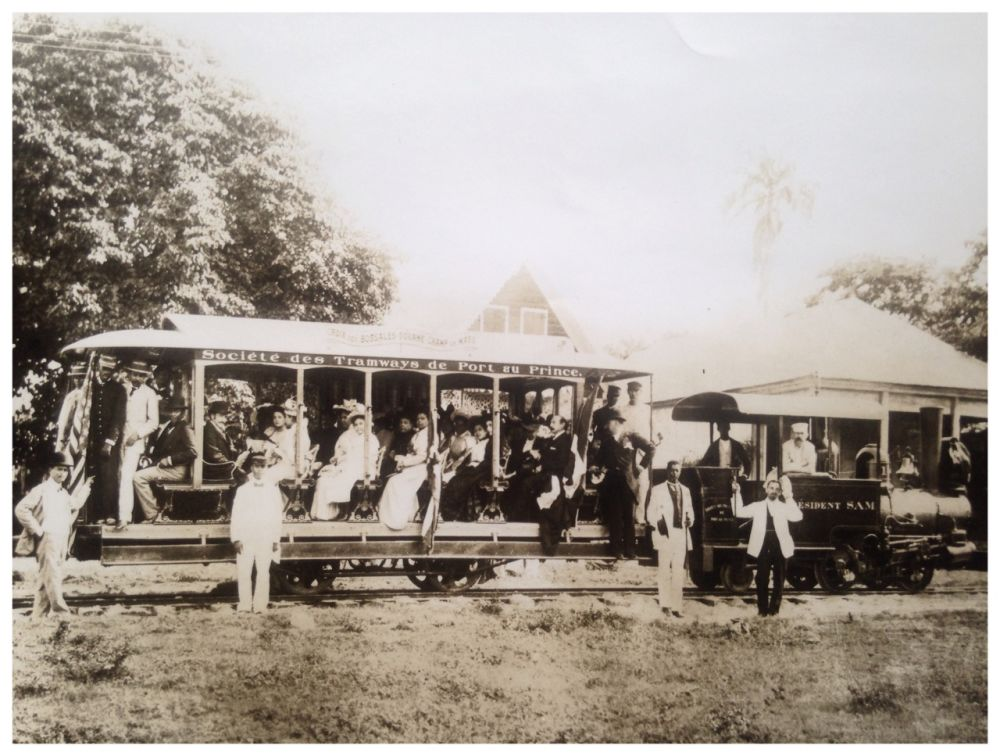
Tirésias Simon et sa famille dans les jardins du Palais national.

Dans le même temps, des contrats de prêt infructueux avec des taux d'intérêt élevés ont été signés, ce qui aggravent la crise financière, car presque tous les revenus fiscaux ont été utilisés pour le service de la dette. Dans le même temps, la consolidation du prêt génère une corruption à grande échelle, alimentée par le gouvernement lui-même, touchant certains des ministres ainsi que Tirésias Simon et sa famille. Haïti sombre dans un chaos financier et fait face à un désastre économique. Sous son gouvernement, l'immigration des Libanais, qui étaient appelés Syriens en Haïti, débute également. Leur ouverture de petits magasins a d'abord conduit à une certaine amélioration de la situation économique, mais en 1896, elle s'est à nouveau détériorée en raison de la chute des prix du café dans le commerce mondial.

### Révolution et chute
Les différentes crises affaiblissent considérablement le pouvoir haïtien, ainsi que sa crédibilité. Le 8 mai 1902, le républicain Anténor Firmin provoque un soulèvement dans le Sud du pays. L'ancien président Boisrond-Canal se joint à l'insurrection, qui prend de l'ampleur d'abord dans les petits villages, puis dans les grandes villes du pays. La révolution se généralise et le chef de l'État se retrouve sans options politiques crédibles et durables pour sortir le pays de la crise. Alors que des mutineries éclatent dans l'armée de Port-au-Prince et que les forces républicains marchent sur la capitale, Simon décide de renoncer au pouvoir le 12 mai 1902, et de prendre la route de l'exil. Le lendemain, son régime s'effondre et un gouvernement républicain provisoire se met en place, présidé par Boisrond-Canal. Simon est alors exilé à Kingston en Jamaïque, avec toute sa famille. En décembre 1902, quelques mois après la fin du régime de Simon, le général Pierre Nord Alexis déclenche un nouveau coup d'État qui renverse le gouvernement républicain, et restaure une nouvelle dictature. Néanmoins, Alexis maintient l'exil de la famille Simon.

## Fin de vie
Sous le règne d'Alexis, une politique de lutte contre la corruption est menée. Les rapports du tribunal d'instruction criminelle et de la commission spéciale d'enquête arriveront bien assez tôt d'ailleurs pour confirmer l'émission massive de bons frauduleux et divulguer les pratiques de malversation de l'ex-dictateur Tirésias Simon, de la haute administration de la Banque nationale d'Haïti, de certains anciens ministres, sénateurs, hauts fonctionnaires et aussi de plusieurs grands commerçants étrangers. Les révélations accablantes et scandaleuses de l'affaire des bons consolidés suscitèrent l'indignation de la presse d'opinion, et le procès auquel il donna lieu restera le plus sensationnel dans les annales judiciaires haïtiennes.
Parmi les plus célèbres accusés se trouvaient plusieurs personnalités politiques dont les membres de la famille de l'ancien dictateur Tirésias Simon, son épouse Constance Salomon, leurs fils Lycurgue, Démosthène et Vilbrun, que l'opinion accusait, à tort ou à raison, d'avoir détourné 12 millions et demi de francs or, son frère François-Antoine Simon; et enfin les sénateurs et anciens hauts fonctionnaires Frédéric Bernardin, Gédéus Gédéon, Edmond Défly, Pourcely Faine, Admète Malebranche, Fénelon Laraque, Herard Roy (acquitté), Saint-Fort Colin, François Luxembourg-Cauvin, Cincinnatus Leconte et Tancrède Auguste. La classe politique haïtienne et les grands financiers étrangers ne pardonneront pas à Alexis la ténacité qu'il a démontré durant l'affaire de la consolidation.
Le 6 décembre 1908, un gouvernement provisoire est mis en place à la suite de la chute d'Alexis Le 16 décembre, François-Antoine Simon, frère de Tirésias, s'empare du pouvoir et se proclame président à vie. Ce changement politique permet à Tirésias Simon de revenir en Haïti avec son épouse.
Le 25 février 1915, son fils, Vilbrun Guillaume Sam, arrive au pouvoir en tant que président à vie, avant d'être tué lors de la révolution de 1915.